# Ruta Estatal de Arizona 181
La Ruta Estatal de Arizona 181, y abreviada SR 181 (en inglés: Arizona State Route 181) es una carretera estatal estadounidense ubicada en el estado de Arizona. La carretera inicia en el oeste desde la US 191  hacia el este en el Monumento Nacional Chiricahua. La carretera tiene una longitud de 43,1 km (26.80 mi).

## Mantenimiento
Al igual que las autopistas interestatales, y las rutas federales y el resto de carreteras estatales, la Ruta Estatal de Arizona 181 es administrada y mantenida por el Departamento de Transporte de Arizona por sus siglas en inglés ADOT.

## Cruces
La Ruta Estatal de Arizona 181 es atravesada principalmente por la  SR 186     en Wilcox.